# Tobinsches Q
Tobinsches Q (oder Tobinscher Quotient) ist eine betriebswirtschaftliche Kennzahl zur Unternehmensbewertung. Der Quotient ist benannt nach James Tobin, Träger des Alfred-Nobel-Gedächtnispreis für Wirtschaftswissenschaften im Jahr 1981, der diese Kennzahl ab 1968 propagierte. Ein gebräuchliches deutsches Synonym ist Marktwert-Buchwert-Verhältnis, obwohl es sich tatsächlich um ein Marktwert-Substanzwert-Verhältnis oder Kurs-Substanzwert-Verhältnis handelt. Ein Wert kleiner 1 zeigt eine Unterbewertung, ein Wert größer 1 eine Überbewertung an.
Das Tobinsche Q wird ermittelt, indem man den Marktwert eines Unternehmens (Börsenwert plus Verbindlichkeiten) durch die Wiederbeschaffungskosten aller Vermögensgegenstände teilt (nicht zu verwechseln mit den steuer- oder handelsrechtlichen Buchwerten):
{\displaystyle {\text{Tobinsches Q}}={\frac {\text{Marktwert}}{\text{Wiederbeschaffungskosten}}}}
Wenn diese Kennzahl größer als 1 ist, bedeutet dies, dass das Unternehmen an der Börse zu einem höheren Wert gehandelt wird als die Summe seines Vermögens beträgt. Dieser Mehrwert kann dadurch erreicht werden, dass ein Unternehmen größere Erträge erwirtschaftet, als auf Grund der Vermögenswerte erwartet werden konnte. Ein weiterer Grund für einen überproportionalen Marktwert liegt in positiven Erwartungen auf künftige Erträge, die den Börsenkurs eines Unternehmens in die Höhe treiben.
Ein Q kleiner als 1 würde dagegen bedeuten, dass die Vermögensgegenstände größere Wiederbeschaffungskosten haben als das Gesamtunternehmen. Das Unternehmen wird also „unter Wert“ gehandelt, was es zu einem Kandidaten für eine Übernahme, ggf. einer fremdfinanzierten Übernahme, macht, da das Unternehmen als Ganzes weniger kostet als seine Teile. Das Tobinsche Q kann daher auch für Anleger als (statische) Kennzahl zur Unternehmensbewertung dienen.
Nach Tobin sollte ein Unternehmen ein Q in der Gegend von 1 haben, so dass der Marktwert des Unternehmens ungefähr die Kosten widerspiegelt, die es benötigen würde, um das Unternehmen exakt nachzubilden; für die Gesamtheit aller Unternehmen sollte Q (laut Tobin) immer bei 1 liegen.